# La Dépêche de Brest et de l'Ouest
Pour les articles homonymes, voir La Dépêche.
La Dépêche de Brest et de l'Ouest est un ancien quotidien départemental français, édité à Brest, puis à Morlaix, qui paraît de 1886 à 1944.

## Histoire
Il est créé à Brest par Arthur Charles Dessoye le 18 novembre 1886.
Il est dirigé successivement par Louis Coudurier, puis par son fils Marcel Coudurier. À la suite des bombardements alliés sur Brest, le journal, dont le siège se trouve place Wilson, est évacué à Morlaix en 1941. 
Jusqu'en mars 1942 le quotidien, dont Marcel Coudurier est le directeur général et principal actionnaire, marque un scepticisme certain à l'égard de la politique du gouvernement de Vichy. Appuyé par les Allemands qui font planer sur Marcel Coudurier la menace d'une suspension du journal, Yann Fouéré en prend la direction à partir de mars 1942. Le journal prend dès lors une tonalité beaucoup plus vichyssoise et collaborationniste.
Il cesse sa publication le 17 août 1944.
En septembre 1944, le titre est interdit pour collaborationnisme avec l'ennemi et remplacé par Le Télégramme.

## Consultation
Les archives de La Dépêche de Brest et de l'Ouest sont désormais disponibles depuis le 1er janvier 2013 en version numérisée sur Internet, fruit de l'action conjointe des archives de Brest et du journal Le Télégramme,. Près de 120 000 pages sont numérisées durant cinq mois puis mises en ligne et accessibles à tous.